# Torrabborrtjärnen, Jämtland
Torrabborrtjärnen är en sjö i Bergs kommun i Jämtland och ingår i Ljungans huvudavrinningsområde.